# Abdülhak Şinasi Hisar
Œuvres principales
Fahim Bey ve Biz, Çamlıcadaki Eniştemiz
Abdülhak Şinasi Hisar, né le 14 mars 1887 à Constantinople (Empire ottoman), et mort à Istanbul (Turquie) le 3 mai 1963, est un écrivain turc.

## Biographie

### Jeunesse et études
Il passe son enfance à Rumeli Hisarı et est élève au lycée de Galatasaray, avant d'étudier à l'École libre des sciences politiques de Paris jusqu'en 1908.

### Parcours professionnel
De retour dans l'Empire ottoman, il travaille notamment pour la Stines Mining Company et la Régie des Tabacs. En 1948, s'installe dans un immeuble d'Istanbul avec vue sur le Bosphore. Entre 1954 et 1957, il occupe un poste de directeur général du journal turc Türk Yurdu.
Il meurt d'une hémorragie cérébrale chez lui dans le quartier de Cihangir de Beyoğlu en 1963 sans jamais avoir été marié.
En littérature, il amorce sa carrière en publiant de la poésie et des articles dans des journaux, magazines et revues littéraires. Il gagne en notoriété lors de la publication en 1941 de son roman, Fahim Bey ve Biz, devenu l'un des classiques de la littérature turque du XXe siècle.

## Œuvre

### Romans
- Fahim Bey ve Biz (1941)
- Çamlıca’daki Eniştemiz (1944)
- Ali Nizami Bey’in Alafrangalığı ve Şeyhliği (1952)

### Mémoires
- Boğaziçi Mehtapları (1942)
- Boğaziçi Yalıları (1954)
- Geçmiş Zaman Köşkleri (1956)

### Biographies
- İstanbul ve Pierre Loti (1958)
- Yahya Kemal’e Veda (1959)
- Ahmet Haşim : Şiiri ve Hayatı (1963)

### Autres publications
- Geçmiş Zaman Fıkraları (1958)
- Antoloji: Aşk imiş ..... (1955)

### Essais et biographie sur Hisar
- Orhan Pamuk – İstanbul – Hatıralar ve Şehir, 2003
- Louis Mitler - Contemporary Turkish Writers, Indiana University, Bloomington, 1988
- Necmettin Turinay: Necmettin Turinay, 1988